# 雷克托嶺
77°54′S 160°33′E / 77.900°S 160.550°E
雷克托嶺（英語：Rector Ridge）是南極洲的山嶺，位於維多利亞地的斯科特海岸，屬於夸特梅因山脈的一部分，海拔高度2,105米，現時由南極條約體系管理。